# Roland Brachetto
Roland Brachetto, né à Belfort le 13 février 1927 et mort à Bienne le 22 août 2019, est un poète suisse romand d'origine italienne.

## Œuvres
- Poèmes pour une oisiveté d’hermine, Paris, Pierre Seghers, 1953.
- La Folie arlequine, Genève, Jeune Poésie, 1957.
- Ce silence dans moi, bois d’Elisabeth Richterrich, Genève, Jeune Poésie, 1962.
- Poèmes tunisiens, Paris, Mercure de France, 1966.
- La Nouvelle Poésie française de Suisse, Éditions Saint-Germain-des-Prés, 1971.